# Ammocryptocharax
Ammocryptocharax  es un género de peces de la familia Crenuchidae y de la orden de los Characiformes.

## Especies
Actualmente hay cuatro especies reconocidas en este género:
- Ammocryptocharax elegans (S. H. Weitzman & Kanazawa, 1976)[5]
- Ammocryptocharax lateralis (C. H. Eigenmann, 1909)[6]
- Ammocryptocharax minutus (Buckup, 1993)[7]
- Ammocryptocharax vintonae (C. H. Eigenmann, 1909)[6][8][9][10][11][12][13][14]